# Lojong
Lojong (Tib. བློ་ སྦྱོང་, Wylie: blo sbyong) es una práctica de entrenamiento mental en la tradición budista tibetana basada en un conjunto de aforismos formulados en el Tíbet en el siglo XII por Chekawa Yeshe Dorje. La práctica implica refinar y purificar las propias motivaciones y actitudes.
Los aproximadamente cincuenta y nueve eslóganes que forman el texto raíz de la práctica del entrenamiento mental están diseñados como un conjunto de antídotos contra los hábitos mentales no deseados que causan sufrimiento. Contienen ambos métodos para expandir el punto de vista de uno hacia la bodhicita absoluta, como "Encuentra la consciencia que tenías antes de nacer" y "Trata todo lo que percibes como un sueño", y métodos para relacionarte con el mundo de una manera más constructiva con bodhicitta relativa, como "Agradece a todos" y "Cuando todo salga mal, trata el desastre como una forma de despertar".
Los maestros prominentes que han popularizado esta práctica en Occidente incluyen a Pema Chödrön,  Ken McLeod, Alan Wallace, Chögyam Trungpa, Sogyal Rimpoché, Kelsang Gyatso, Norman Fischer y el 14.º Dalai Lama.